# Centre d'amitié autochtone de Val-d'Or
Le Centre d'amitié autochtone de Val-d'Or est un organisme d'aide qui apporte des services et un milieu de vie aux Autochtones en milieu urbain vivant ou de passage à Val-d'Or. 

## Histoire
Le Centre d'amitié autochtone de Val-d'Or est fondé en 1974 à la suite de démarches entreprises par Jean Papatie, Richard Kistabish et Fred Kistabish. Le but est de créer un point de chute ouvre pour favoriser la rencontre entre les résidents autochtones de Val-d'Or et de ses environs pour différentes raisons tel que les soins de santé, les études, les affaires et l'accès aux services publics.
Dès 1980, le Centre s'étend déjà sur plusieurs installations, offre des services de logement et divers autres services.
En 1995 entre une restructuration de ses activités et de son système de gestion qui dirige désormais par secteurs. Ces changements entrainent une grande augmentation des initiatives de développement en région. Le Centre amorce de nouvelles activités de rapprochement entre Québécois et Autochtones.
Depuis 2011, le Centre d'amitié autochtone de Val-d'Or est entré dans une nouvelle phase de son développement.
Plus récemment, en mai 2023, le Centre d'amitié autochtone de Val-d'Or a démarré un vaste projet d'agrandissement d'une valeur atteignant les 60 millions de dollars. Il s'agira d'un tout nouveau pavillon de cinq étages.

## Mission
Le Centre d’amitié autochtone de Val-d’Or est un carrefour de services urbain, un milieu de vie et un ancrage culturel pour les Premiers Peuples, voué au mieux-être, à la justice et à l’inclusion sociale. Il favorise la cohabitation harmonieuse dans son milieu.

## Directions générales de l'organisation
- Gloria Nault, première directrice générale lors de sa fondation[5]
- Fred Kistabish[5]
- Dominique Rankin[5]
- Diane Décoste[5]
- Édith Cloutier[5]

## Marche Gabriel-Commanda

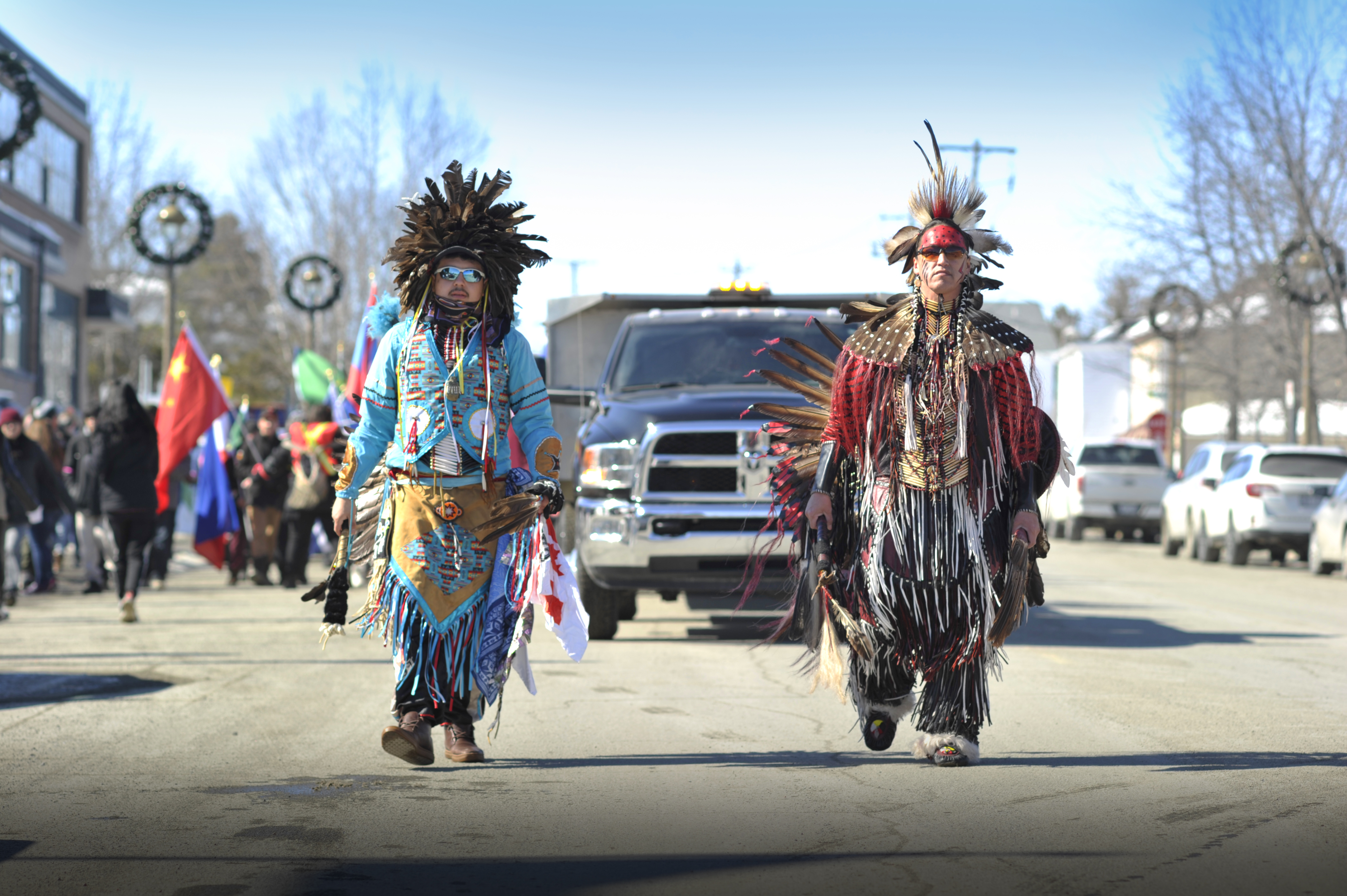
Marche Gabriel-Commanda, Val-d'Or

En 1998, s'est tenue pour la première fois la Marche Gabriel-Commanda. Chaque année depuis, ce rassemblement est l'occasion pour le Centre d'amitié autochtone de Val-d'Or de souligner la Journée internationale pour l'élimination de la discrimination raciale qui s'inscrit dans le cadre de la Semaine d'actions contre le racisme. L'évènement porte le nom de Gabriel Commanda, un Anicinabé qui est reconnu comme celui qui a guidé les prospecteurs à localiser les filons d’or à l’origine de la ruée vers l’or dans le Nord du Québec dans les années 1920 et comme premier résident de Val-d'Or, devenant ainsi un symbole de relations harmonieuses et d’amitié entre les peuples.
De nombreuses personnalités ont participé à ce rassemblement, notamment Samian, en 2008 , et Bizz, du groupe Loco Locass en 2010. 

## Prix
- 1995 : Prix spécial du jury de la Chambre de commerce de Val-d'Or.

- 1996 : Prix Événement culturel de l'année de l’Office du tourisme et des congrès de Val-d’Or.

- 1997 : Prix du mérite municipal de la ville de Val-d'Or.

- 2000 : Prix de la culture décerné par le Ministère du patrimoine canadien.

- 2002 : Prix Jeanne Lalancette-Bigué remis par la Commission de développement culturel de Val-d’Or et le Prix Anne-Greenup dans le cadre des Prix québécois de la citoyenneté.
- 2014 : Prix d'excellence 2014 décerné lors de la 43e assemblée générale de l'Association nationale des centres d'amitié autochtones, parmi 120 autres centres dans le Canada.